# Flemming Kosakewitsch
Flemming Kosakewitsch (ur. 8 lipca 1944) – duński zapaśnik walczący w stylu klasycznym. Zdobył cztery medale na mistrzostwach nordyckich w latach 1967 - 1972. Mistrz Danii w latach: 1967, 1968, 1969, 1971 i 1972, a drugi w 1966 i 1970 roku.